# Jørgen Reenberg

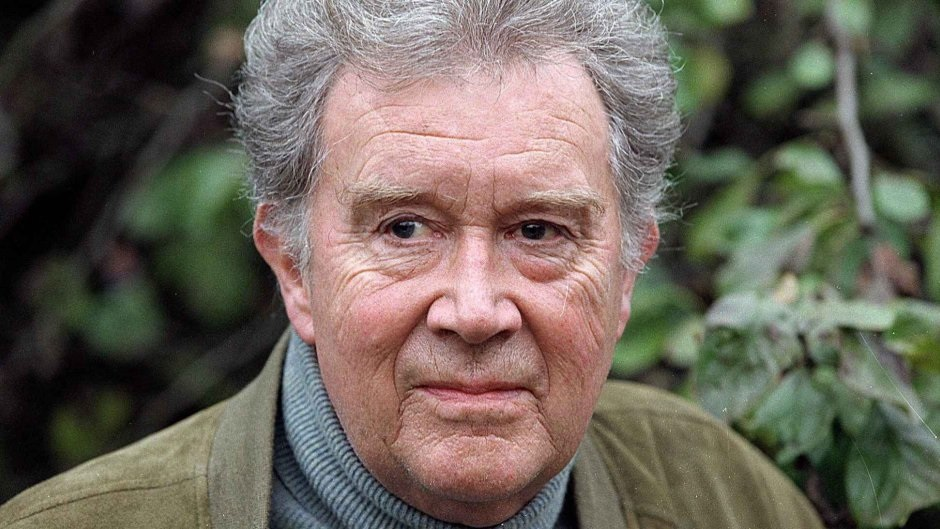
Jørgen Reenberg

Jørgen Holger Reenberg (Frederiksberg, 8 november 1927 – 9 november 2023) was een Deens filmacteur en toneelspeler.
Reenberg werd geboren als zoon van het acteurspaar Holger Reenberg en Ellen Carstensen Reenberg, en is een jongere broer van de Deense regisseuse Annelise Reenberg (1919-1994). Van 1970 tot 1978 was hij getrouwd met de actrice Ghita Nørby. 
Hij debuteerde in 1948 als filmacteur in Tre år efter van Johan Jacobsen. Reenberg was in de eerste plaats toneelspeler en was lange tijd verbonden aan Det Kongelige Teater in Kopenhagen. Hij speelde uiteenlopende rollen als Horace in École des Femmes van Molière, Albert Ebbesen in Elverhøj van Johan Ludvig Heiberg, Meyer en later Oude Levin in Binnen de muren van Henri Nathansen en de admiraal in HMS Pinafore van Gilbert en Sullivan.
In 1997 werd Reenberg commandeur in de Orde van de Dannebrog. In 1998 ontving hij de Ingenio et arti-medaille.
Reenberg overleed een dag na zijn 96e verjaardag.